# 高家村 (大分県)
高家村（たけいむら）は、大分県宇佐郡にあった村。現在の宇佐市の一部にあたる。

## 地理
伊呂波川下流の右岸に位置していた。
- 海洋：周防灘

## 歴史
- 1889年（明治22年）4月1日、町村制の施行により、宇佐郡東高家村、西高家村、上高家村、下高家村、浜高家新田が合併して村制施行し、高家村が発足[1][2]。旧村名を継承した東高家、西高家、上高家、下高家、浜高家新田の5大字を編成[2]。役場を大字東高家に設置し、その後、大字下高家に移転したが、1892年（明治25年）元の地に復帰した[2]。
- 1920年（大正9年）豊前製糸場設立[2]
- 1921年（大正10年）安佐郡中央販売組合（大字東高家）設立[2]
- 大正末期から昭和初年頃に大字浜高家新田が浜高家に改称[2]。
- 1954年（昭和29年）3月31日、宇佐郡四日市町、天津村、長峰村、横山村、麻生村、糸口村、八幡村と合併し、四日市町が存続して廃止された[1][2]。

### 地名の由来
『和名類聚抄』に記載の宇佐郡10郷の一つ、高家郷による。

## 産業
- 農業、漁業[2]

## 交通

### 鉄道
- 1897年（明治30年）豊州鉄道（現日豊本線）が村内に開通[2]。

## 教育
- 1915年（大正4年）村立農業学校開校[2]